# Zaruddea, Dubno
Zaruddea (în ucraineană Заруддя) este un sat în comuna Kneahînîne din raionul Dubno, regiunea Rivne, Ucraina.

## Demografie
Componența lingvistică a localității Zaruddea
     Ucraineană (99,79%)
     Alte limbi (0,21%)
Conform recensământului din 2001, majoritatea populației localității Zaruddea era vorbitoare de ucraineană (99,79%), existând în minoritate și vorbitori de alte limbi.